# Hybris (logiciel)
Hybris, ou Libhybris, est une bibliothèque logicielle libre, créée par la société finlandaise Jolla, permettant d'utiliser les pilotes de périphériques et logiciels développés pour un environnement utilisant l'API Bionic, base du système Android, sur un système utilisant la glibc, base des systèmes GNU/Linux.
Elle est utilisée pour le système Sailfish OS, sur les téléphones de Jolla, sur le système Ubuntu Touch, la version mobile d'Ubuntu et pour AsteroidOS sur les smartwatches compatibles.